# Ekvádor na Letních olympijských hrách 2020
Ekvádor na Letních olympijských hrách 2020 reprezentovalo 48 sportovců v 15 sportech. Ekvádor se letních olympijských her zúčastnil popatnácté a byla to nejúspěšnější olympiáda v počtu medailí. Země získala svou třetí, čtvrtou a pátou medaili, dvě zlaté a jednu stříbrnou.

## Medailisté
| Medaile | Jméno             | Sport               | Disciplína          | Datum        |
| ------- | ----------------- | ------------------- | ------------------- | ------------ |
| Zlato   | Richard Carapaz   | Silniční cyklistika | Muži silniční závod | 24. července |
| Zlato   | Neisi Dajomesová  | Vzpírání            | Ženy do 76 kg       | 1. srpna     |
| Stříbro | Tamara Salazarová | Vzpírání            | Ženy do 87 kg       | 2. srpna     |

## Účastníci
Počet účastníků v jednotlivých disciplínách
| Sport             | Muži | Ženy | Celkem |
| ----------------- | ---- | ---- | ------ |
| Lukostřelba       | 0    | 1    | 1      |
| Atletika          | 8    | 10   | 18     |
| Box               | 2    | 2    | 4      |
| Cyklistika        | 3    | 1    | 4      |
| Jezdectví         | 1    | 0    | 1      |
| Golf              | 0    | 1    | 1      |
| Judo              | 1    | 2    | 3      |
| Moderní pětiboj   | 0    | 1    | 1      |
| Sportovní střelba | 0    | 2    | 2      |
| Surfing           | 0    | 1    | 1      |
| Plavání           | 2    | 2    | 4      |
| Stolní tenis      | 1    | 0    | 1      |
| Triatlon          | 0    | 1    | 1      |
| Vzpírání          | 0    | 4    | 4      |
| Zápas             | 0    | 2    | 2      |
| Celkem            | 18   | 30   | 48     |